# Brigitte Foster-Hylton
Brigitte Foster-Hylton (geboortenaam: Brigitte Foster) (Saint Elizabeth, 7 november 1974) is een Jamaicaanse sprintster, die zich gespecialiseerd heeft in de 100 m horden en de 60 m horden indoor. Op eerstgenoemde afstand werd zij in 2009 wereldkampioene. In totaal nam ze driemaal deel aan de Olympische Spelen, maar won hierbij geen medailles.

## Biografie
Haar eerste internationale succes behaalde Foster-Hylton in 2000, toen ze de finale bereikte van de 100 m horden op de Olympische Spelen in Sydney. Ze werd daarin achtste in een tijd van 13,49 s. Op de Olympische Spelen van 2004 in Athene moest ze zich terugtrekken na een blessure. Op de Olympische Spelen van 2008 in Peking bereikte ze opnieuw de finale en werd daarin zesde in 12,66.
Op de wereldkampioenschappen van 2003 in Parijs veroverde Brigitte Foster-Hylton zilver op de 100 m horden, achter de Canadese Perdita Felicien. Twee jaar later, op de WK in Helsinki, veroverde ze brons op dezelfde afstand. Op de WK van 2009 in Berlijn won ze het goud in 12,51, haar beste prestatie van het jaar tot dan. Ze verbeterde die tijd nadien nog op de Golden League-meeting van Zürich (12,46) en ze won ook nog de Golden League-meeting van Brussel in een scherpe 12,48.
Een gouden medaille behaalde ze op de Gemenebestspelen 2006 in Melbourne.
Haar persoonlijke besttijd van 12,45 op de 100 m horden was een beste jaarprestatie voor 2003 (ex aequo met Gail Devers).
Brigitte Foster-Hylton is lid van de Maximizing Velocity and Power Track Club (MVP Track Club) aan de University of Technology in Kingston (Jamaica). Andere leden van die club zijn of waren onder meer Asafa Powell, Michael Frater, Sherone Simpson en Tanya Lawrence. Ze is getrouwd met Patrick Hylton, een directeur van de National Commercial Bank (NCB). Ze was Jamaicaans sportvrouw van het jaar in 2002 en 2003.

## Persoonlijke records
Outdoor
| Onderdeel    | Prestatie  | Datum            | Plaats          |
| ------------ | ---------- | ---------------- | --------------- |
| 100 m        | 11,17      | 31 mei 2003      | Havana          |
| 200 m        | 23,57      | 28 februari 2009 | Sydney          |
| 100 m horden | 12,45 (NR) | 24 mei 2003      | Eugene (Oregon) |

Indoor
| Onderdeel   | Prestatie | Datum         | Plaats     |
| ----------- | --------- | ------------- | ---------- |
| 60 m        | 7,32      | 5 maart 2004  | Boedapest  |
| 60 m horden | 7,96      | 16 maart 2003 | Birmingham |

## Prestatie-ontwikkelingsoverzicht 100 m horden
| Jaar | 100 m horden (in seconden) |
| ---- | -------------------------- |
| 1998 | 13,64                      |
| 1999 | 13,35                      |
| 2000 | 12,70                      |
| 2001 | 12,70                      |
| 2002 | 12,49                      |
| 2003 | 12,45                      |
| 2004 | 12,56                      |
| 2005 | 12,55                      |
| 2006 | 12,49                      |
| 2007 | 12,71                      |
| 2008 | 12,49                      |
| 2009 | 12,46                      |
| 2010 | --                         |
| 2011 | 12,51                      |
| 2012 | 12,87                      |

## Palmares

### Kampioenschappen
| Jaar | Wedstrijd             | Plaats       | Resultaat    | Extra   |
| ---- | --------------------- | ------------ | ------------ | ------- |
| 2000 | Olympische Spelen     | Sydney       | 8e           | 13,49 s |
| 2002 | IAAF Grand Prix Final | Parijs       | 2e           | 12,62 s |
| 2002 | IAAF Wereldbeker      | Madrid       | 2e           | 12,82 s |
| 2003 | WK                    | Parijs       | 2e           | 12,57 s |
| 2005 | WK                    | Helsinki     | 3e           | 12,76 s |
| 2005 | Wereldatletiekfinale  | Monaco       | 2e           | 12,55 s |
| 2006 | Gemenebestspelen      | Melbourne    | 1e           | 12,76 s |
| 2006 | IAAF Wereldbeker      | Athene       | 1e           | 12,67 s |
| 2008 | Olympische Spelen     | Peking       | 6e           | 12,66 s |
| 2009 | WK                    | Berlijn      | 1e           | 12,51 s |
| 2009 | Wereldatletiekfinale  | Thessaloniki | 1e           | 12,58 s |
| 2011 | WK                    | Daegu        | 4e in ½ fin. | 12,87 s |

### Golden League-podiumplaatsen
| Jaar | Wedstrijd             | Plaats      | Resultaat | Extra   |
| ---- | --------------------- | ----------- | --------- | ------- |
| 2002 | Bislett Games         | Oslo        | 2e        | 12,79 s |
| 2002 | Meeting Gaz de France | Saint-Denis | 3e        | 12,68 s |
| 2002 | Golden Gala           | Rome        | 2e        | 12,55 s |
| 2002 | Herculis              | Monaco      | 2e        | 12,57 s |
| 2002 | Weltklasse Zürich     | Zürich      | 2e        | 12,71 s |
| 2002 | Memorial Van Damme    | Brussel     | 3e        | 12,65 s |
| 2002 | ISTAF                 | Berlijn     | 1e        | 12,62 s |
| 2003 | Meeting Gaz de France | Saint-Denis | 2e        | 12,64 s |
| 2003 | Weltklasse Zürich     | Zürich      | 2e        | 12,58 s |
| 2005 | Golden Gala           | Rome        | 3e        | 12,69 s |
| 2005 | Weltklasse Zürich     | Zürich      | 2e        | 12,69 s |
| 2005 | ISTAF                 | Berlijn     | 1e        | 12,63 s |
| 2006 | Bislett Games         | Oslo        | 1e        | 12,70 s |
| 2006 | Meeting Gaz de France | Saint-Denis | 3e        | 12,66 s |
| 2006 | Golden Gala           | Rome        | 3e        | 12,63 s |
| 2006 | Weltklasse Zürich     | Zürich      | 2e        | 12,80 s |
| 2006 | Memorial Van Damme    | Brussel     | 2e        | 12,71 s |
| 2006 | ISTAF                 | Berlijn     | 2e        | 12,80 s |
| 2008 | Golden Gala           | Rome        | 1e        | 12,60 s |
| 2009 | Bislett Games         | Oslo        | 2e        | 12,75 s |
| 2009 | Golden Gala           | Rome        | 3e        | 12,68 s |
| 2009 | Weltklasse Zürich     | Zürich      | 1e        | 12,46 s |
| 2009 | Memorial Van Damme    | Brussel     | 1e        | 12,48 s |

### Diamond League-podiumplaatsen
| Jaar | Wedstrijd                       | Plaats | Resultaat | Extra   |
| ---- | ------------------------------- | ------ | --------- | ------- |
| 2012 | Qatar Athletic Super Grand Prix | Doha   | 1e        | 12,60 s |
| 2012 | Golden Gala                     | Rome   | 3e        | 12,78 s |

## Onderscheidingen
- 2002: Jamaicaans sportvrouw van het jaar
- 2003: Jamaicaans sportvrouw van het jaar

1983: Bettine Jahn ·
1987: Ginka Zagorcheva ·
1991: Ludmila Narozhilenko ·
1993: Gail Devers ·
1995: Gail Devers ·
1997: Ludmila Engquist ·
1999: Gail Devers ·
2001: Anjanette Kirkland ·
2003: Perdita Felicien ·
2005: Michelle Perry ·
2007: Michelle Perry ·
2009: Brigitte Foster-Hylton ·
2011: Sally Pearson ·
2013: Brianna Rollins ·
2015: Danielle Williams ·
2017: Sally Pearson ·
2019: Nia Ali ·
2022: Tobi Amusan ·
2023: Danielle Williams